# Andrena micheneri
Andrena micheneri är en biart som beskrevs av Ribble 1968. Andrena micheneri ingår i släktet sandbin, och familjen grävbin. Inga underarter finns listade i Catalogue of Life.